# Anfangsbedingung
Eine Anfangsbedingung für eine gewöhnliche Differentialgleichung sagt aus, welchen Funktionswert die gesuchte Lösung sowie ggf. ihre Ableitung(en) an einer bestimmten Stelle haben sollen.
Praktisch jede Differentialgleichung erlaubt an sich unendlich viele Lösungen. Eine Anfangsbedingung trifft unter all diesen Lösungen eine Auswahl. Manchmal erfüllen mehrere, manchmal eine einzige, manchmal gar keine der Lösungen die Anfangsbedingung.
Wer zu einer Differentialgleichung eine Anfangsbedingung hinzufügt, stellt damit ein Anfangswertproblem. Eine besonders spannende Frage lautet dabei, wie eine Anfangsbedingung zu einer gegebenen Differentialgleichung beschaffen sein muss, damit das entstehende Anfangswertproblem genau eine eindeutig bestimmte Lösung zulässt.

## Praktische Bedeutung
Wenn die Differentialgleichung eine zeitliche Entwicklung beschreibt, etwa die Bewegung eines Gegenstandes im Raum, so legt die Anfangsbedingung fest, in welchem Zustand die Bewegung beginnt, etwa an welchem Ort sich der Gegenstand anfangs befindet.
Die Frage, welche Art von Anfangsbedingung geeignet ist, um eine eindeutige Lösung auszuzeichnen, bedeutet dann: Was muss ich über die Gegenwart eines Systems wissen, um seine historische Entwicklung vollständig nachrechnen und seine Zukunft komplett vorhersagen zu können?
Eine Anfangsbedingung im mathematischen Sinn muss sich nicht zwangsläufig auf einen zeitlichen oder räumlichen Anfangspunkt beziehen. Was umgangssprachlich eher als „Endbedingung“ oder „Zwischenzustand“ erscheint, wird in der Mathematik ebenfalls „Anfangsbedingung“ genannt.
Für lineare Differentialgleichungen ist das Vorhandensein von Anfangsbedingungen (ungleich Null) gleichbedeutend mit dem Anregen des gleichen Systems mit einem Impuls, wobei aber hier die Anfangsbedingungen Null sind.

## Beispiel
Der freie Fall (etwa eines Apfels vom Baum) wird beschrieben durch die Bewegungsgleichung
{\displaystyle {\begin{aligned}y''(t)&=-g\\\Rightarrow y'(t)&=-g\cdot t+v_{0}\end{aligned}}}
mit der Konstanten {\displaystyle g\approx 9{,}81~\mathrm {m} /\mathrm {s} ^{2}} (Erdbeschleunigung).
Die Lösungsmenge dieser Differentialgleichung besteht zunächst aus allen Funktionen der Form
{\displaystyle \Rightarrow y(t)=-{\tfrac {1}{2}}gt^{2}+v_{0}\cdot t+y_{0}}
mit beliebigen Integrationskonstanten {\displaystyle y_{0}} und {\displaystyle v_{0}}.
Eine mögliche Anfangsbedingung sagt z. B. aus, dass der Apfel zu Beginn der Bewegung an einem Ast in drei Metern Höhe hängt:
{\displaystyle y(0)=y_{0}=3~\mathrm {m} }
und sich in Ruhe befindet:
{\displaystyle y'(0)=v_{0}=0~\mathrm {m} /\mathrm {s} }.
Diese Anfangsbedingung zeichnet nun in der Lösungsmenge der Differentialgleichung die eine Funktion
{\displaystyle \Rightarrow y(t)=3~\mathrm {m} -{\tfrac {1}{2}}gt^{2}}
als die eindeutig bestimmte Lösung des Anfangswertproblems aus.

## Verallgemeinerung
Bei partiellen Differentialgleichungen, wenn also die gesuchte Funktion nicht nur von einer, sondern von mehreren Variablen abhängt, werden oftmals Randbedingungen an Stelle von Anfangsbedingungen verwendet. Manchmal wird dann der Spezialfall einer Randbedingung, deren Definitionsbereich eine Hyperebene im vollen Definitionsbereich der Differentialgleichung bildet, Anfangsbedingung genannt.

## Anmerkung
1. ↑  Bei Funktionen der Zeit kann die bestimmte Stelle der Zeitpunkt sein, der als zeitlicher Anfang in den Begriffen Anfangsbedingung und Anfangswert wiederzufinden ist.